# Marietta de Veintemilla
Marietta de Veintimilla Marconi (Guayaquil, 8 de septiembre de 1858 - Quito, 11 de marzo de 1907) fue una política, escritora y terrateniente ecuatoriana de finales del siglo XIX, conocida popularmente como "la Generalita". Como sobrina del presidente Ignacio de Veintemilla fue también primera dama de la nación y encargada del poder supremo en los periodos de ausencia de su tío. Marietta se convirtió en la mujer que mayor poder ha tenido en la historia de Ecuador, símbolo del movimiento feminista de inicios del siglo XX y gran planificadora urbana de la ciudad de Quito, a la que amó entrañablemente a pesar de no ser el lugar que la vio nacer.

## Biografía
Marietta nació el 8 de septiembre de 1858 a bordo de un barco que se acercaba al puerto de Guayaquil por el Golfo , trayendo de regreso a sus padres que habían vivido un tiempo en Perú. Hija del Gral. José de Veintemilla Villacís y la cantante Marietta Marconi Ferretti (italiana), estaba emparentada con las familias más acomodadas del puerto y también algunas de la capital. Su madre murió cuando ella tenía cuatro años de edad, viéndose su padre imposibilitado de brindarle el tiempo necesario para su educación debido a su carrera militar, la envió a un prestigioso internado de la ciudad de Quito llamado "Sagrados Corazones", donde Marietta aprendió a leer, escribir y algunas labores propias de las señoritas de sociedad. A pesar de las vicisitudes económicas que atravesaba su padre, Marietta accedió a una beca del gobierno gracias a la intervención de Rosa Ascázubi Matheu, emparentada con los Veintimilla y que era esposa del presidente García Moreno.
En 1869 quedó huérfana de padre, debido a que este fue fusilado por órdenes del presidente Gabriel García Moreno tras una insurrección en su contra; su hermano menor José Ignacio debió huir del país, perseguido por el ejército con órdenes de también darle muerte a pesar de ser solo un niño. Entonces su tío, Ignacio de Veintemilla, se hizo cargo de ella en adelante, brindándole todos los cuidados y cariño que nunca pudo darle a sus propios hijos debido a sus muertes prematuras. Cuando alcanzó la edad casamentera, se había convertido en una de las mujeres más hermosas de la ciudad, que se complementaba con una graciosa personalidad, aguda inteligencia y elegante porte.

### Llegada a Carondelet
En septiembre de 1876 su tío es proclamado Jefe Supremo de la República por un grupo revolucionario de Guayaquil, para después de un encuentro militar en Galte ante las tropas del presidente Antonio Borrero, entrar triunfante en la ciudad de Quito. Marietta apenas había terminado los estudios cuando se instaló junto a sus tíos en el Palacio de Carondelet, en donde empezó a brillar con luz propia ante la sociedad quiteña. Sus tías, si bien eran buenas mujeres, solo conocían de santos, religión y milagros; mientras que Marietta se interesaba en las letras, el arte y la política. Fue considerada la primera dama pues esas eran las funciones que tenía en Palacio, se encargaba de la servidumbre, organizaba bailes y banquetes y siempre estaba junto a su tío para recibir altas dignidades extranjeras.
Marietta convirtió a Carondelet en una réplica de las cortes reales de Europa, llenando sus salones con los más distinguidos personajes de la sociedad quiteña de la época; se rodeaba de filósofos, sabios, poetas y artistas que se deleitaban con buena música, amenas charlas y el buen gusto de la joven. Cuando pasó por Quito la baronesa de Wilson le dedicó un hermoso poema. La condesa Emilia Pardo Bazán también la elogió desde España en un artículo.
Se convirtió en ícono femenino de la época, llegando a cambiar la costumbre de las damas de vestir pesados trajes negros para sus salidas, sustituyéndolos por las telas de vivos colores de origen francés e inglés que tanto gustaban a Marietta. De la misma manera influyó para que las mujeres abandonaran la costumbre de pasear siempre acompañadas por el hombre de la casa, por primera vez los domingos por la tarde el parque La Alameda, refaccionado bajo el ojo crítico y sobrio de la misma Marietta, estaba lleno de aristócratas mujeres acompañadas entre sí, pero libres del vigilante masculino.
Recibió clases de piano del famoso profesor Aparicio Córdova, quien además le enseñó a cantar con una voz modulada. Cada 8 de septiembre celebraba su cumpleaños y el triunfo de la revolución que había puesto a su tío al frente del gobierno con una misa solemne en la Catedral de Quito, un paseo militar por las calles del centro y un gran baile con cena en los salones de Carondelet. Estudió francés y llegó a dominarlo, fue amiga de sabios de la talla del ascensionista Edward Whymper, del geógrafo Franz Theodor Wolf y del botánico Luis Sodiro. Monseñor Nonceni la trataba de hija y paisana y el gran poeta Nicolás Augusto González componía obras dramáticas para que se representaran en el Teatro Nacional Sucre, que Marietta acababa de inaugurar trayendo compañías de canto y arte dramático de Lima.

### Vida amorosa
A pesar del enorme romance con su tío y su hermano menor, José Ignacio, tenían con la joven Marietta, y de lo cuidadosos que fueron de los pocos hombres que permitieron que la cortejaran, la muchacha tuvo una turbulenta aventura con un hombre casado antes de su trágico y fugaz matrimonio.
La alegría juvenil de Marietta inundaba el Palacio de Carondelet, gustando especialmente de las fiestas de carnaval. Fue precisamente durante esa festividad de 1879 cuando se rompió una pierna en un arranque de algarabía y terminó enamorada del médico que la atendió, un atractivo hombre casado de nombre Fidel Castillo, que no le fue ajeno a sus encantos a pesar de su condición civil. El tío de Marietta se enteró del amorío y mandó apresar a Castillo, quien estuvo recluso 24 días e iba a ser capado por orden de Veintimilla, pero finalmente no ocurrió y fue liberado por la intercesión de la esposa de este, amiga del Presidente. Marietta y Castillo nunca más se volvieron a ver. En mayo de 1881 contrajo matrimonio con Antonio de Lapierre y Cucalón, un apuesto hombre de 28 años que había enviudado de una hija del general José María Urbina. La ceremonia religiosa se ofició en la iglesia de Pomasqui, y la recepción en la Hacienda Tajamar, propiedad de los Veintimilla en el mismo sector. El novio, que era hijo del Ministro de Francia en Ecuador y nieto de los condes de Laglio Guille, fue enviado a Guayaquil para hacerse cargo de la Dirección de Aduanas, dejando a Marietta embarazada en el Palacio de Carondelet. El niño, de nombre Antonio, murió de gastroenteritis a los pocos meses de nacido, y Lapierre le siguió a la tumba, víctima de una ola de fiebre amarilla que asoló el puerto principal.
Desde entonces Marietta se refugió en la política y la historia del país, dejando a un lado los temas del corazón. Muchos hombres la pretendieron después, pero además de la cortesía de recibirlos y quizá un poco de coqueteo, la joven no mostró ningún interés particular en nadie. Su último gran amor fue un atractivo poeta peruano de nombre Carlos Germán de Amézaga, director de la revista limeña Prisma, a quien conoció durante su exilio en la capital peruana. Juntos vivieron un cálido romance a pesar de que él era cuatro años menor que Marietta.

## Vida política

### Jefa de gobierno

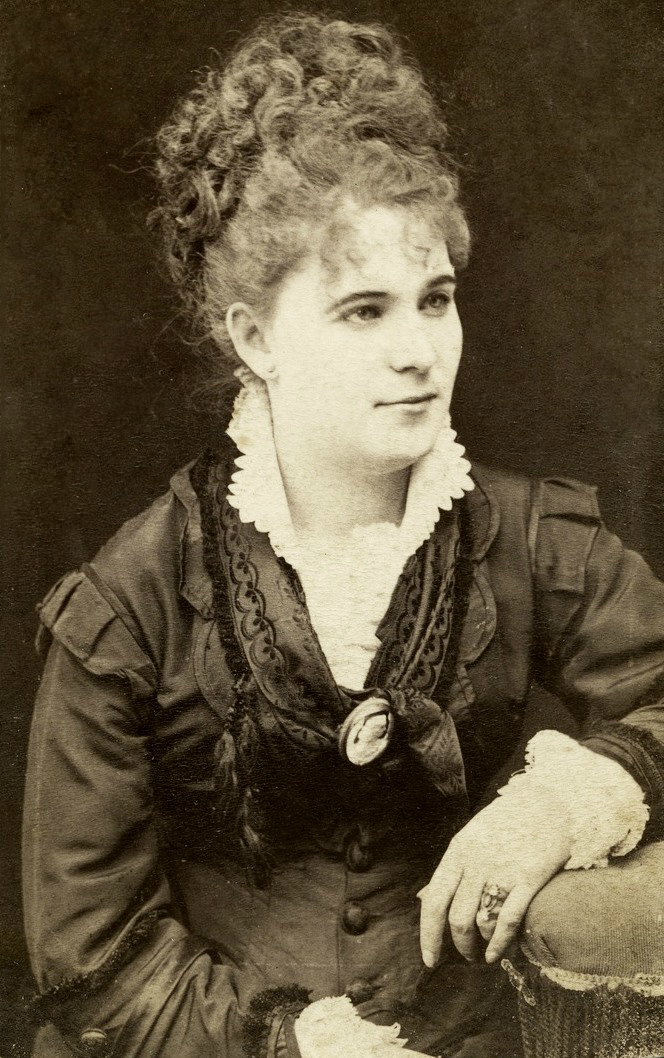
Marieta de Veintimilla alrededor de 1883, en su último año como Primera Dama de la República del Ecuador.

Después de la repentina muerte de su fugaz esposo e hijo, Marietta se refugió en la política; su tío Ignacio se dedicó a la buena vida en Guayaquil, dejando oficialmente a la joven al frente del gobierno desde Quito. Marietta se apoyó en el Primer Designado, Leopoldo Salvador, y en el ministro de Guerra y Marina, Cornelio Escipión Vernaza. Se acostumbró a pasar revisión a la tropa y a levantarles el ánimo con sendos discursos motivadores que le ganaron el aprecio y respeto de los soldados. Con el tiempo se acostumbraron a que una mujer estuviese al frente del gobierno y comenzaron a llamarle "la generalita". También era llamada "Mayasquerita", nombre con el que la honraban los bravos “pupos de la raya” o soldados de la provincia del Carchi, que es por donde corre el río Mayasquer.
Cornelio Escipión Vernaza se rebeló contra los Veintemilla y pactó con los conservadores para proclamar una dictadura a su propio nombre en la madrugada del 26 de marzo de 1882. Marietta impidió el acto con un golpe de audacia, pues al ver a los batallones formados, bajó sola a la Plaza Grande y convenciendo a la tropa hizo que ésta gritara a favor del general Veintemilla y por supuesto, también a favor de su "Generalita". Esa misma noche ordenó el arresto de Vernaza, lo destituyó y lo afrentó de manera muy ruda, asumió el Poder Ejecutivo y la Jefatura Máxima del Ejército; mientras tanto su tío se había proclamado Dictador en Guayaquil.
Una época de revueltas y guerrillas empezó a lo largo Ecuador, Eloy Alfaro en la costa, Ezequiel Landázuri por el norte y Francisco Javier Salazar y José María Sarastí en la sierra centro. Finalmente Quito fue cercada por los «Restauradores» el 9 de enero de 1883, pero Marietta no se dio por vencida y organizó ella sola una defensa de la ciudad, capítulo que la inmortalizó para siempre en la historia del Ecuador. Con su revólver en mano y sorteando las balas se dio modos para animar a su reducida pero fiel tropa; casi había logrado vencer a los soldados de Salazar y Sarasti que tenían cercado el Palacio de Carondelet, cuando la lluvia paró momentáneamente la batalla y dio tiempo a la llegada de Landázuri con un contingente de hombres nuevos que decidirían la batalla en favor de los opositores.

### Prisión y exilio
Con el gobierno de Veintemilla oficialmente derrotado el 10 de enero, Marietta fue trasladada a un cuarto dentro del edificio del Municipio, custodiada por cinco soldados que con el pasar de los días se enamoraron de ella y le concedían ciertos privilegios, llegando hasta a llevarle una serenata. Cuando las autoridades del nuevo gobierno se enteraron de ello entraron en cólera y cambiaron la guardia. A los pocos días fue trasladada a la cárcel pública, el recorrido de seis cuadras lo hizo con una admirable elegancia, la gente que se agolpó a las calles la miraba en un profundo silencio, casi melancólico; el gobierno se dio cuenta de inmediato que a pesar de todo la joven era un verdadero peligro por el respeto que se había ganado entre el pueblo. En la prisión enfermó de angina y fue atendida por el doctor Teodoro Donoso. Durante su encierro se dedicó a la lectura y siempre era visitada por sus amigos y admiradores, entre ellos el ministro Hamilton de Inglaterra y el ministro Pierret de Francia junto con su esposa.
El 2 de septiembre de 1884 le fue concedida la libertad y aceptó el asilo del conde de Boutaud, jefe de la embajada francesa, y se trasladó a vivir en su casa. Por varios meses la casa de Boutaud fue el centro de la sociedad quiteña que acudía a visitar a Marietta, esto incomodó nuevamente al gobierno que ordenó la confiscación de todos los bienes de la familia Veintimilla y el exilio no solo de la joven sino de su hermano y sus tías. El mismo día en que fue emitida la orden de expatriación, Marietta decidió dar una muestra pública de su temple, y salió a dar un paseo vespertino por el parque La Alameda, por el que tanto había trabajado años atrás; tras una larga caminata seguida de un numeroso cortejo espontáneo de amigos y simpatizantes, se sentó en una de las bancas con su amiga Dolores Jaramillo para luego regresar a la embajada a preparar su viaje. La noche previa a su viaje, el pueblo de Quito le ofreció una serenata de despedida, y el día en que partió a Guayaquil para tomar el barco que la llevaría a Perú, mucha gente salió a los balcones agitando pañuelos blancos a su paso. Tras una vergonzosa y nada accidental escena promovida por el Gobernador del Guayas, causada por una deuda que su difunto esposo había dejado en la Aduana, pudo tomar finalmente el Islay con rumbo a Lima.

### Estadía en Perú
Durante su estadía en Lima colaboró con el diario El Proscrito, lanzando dardos contra el gobierno de José María Plácido Caamaño, que en represalia pidió al gobierno peruano la repatriación del General Veintemilla para juzgarlo, por lo que este debió partir rumbo a Santiago de Chile, dejando solos a sus sobrinos y hermanas. Los Veintemilla vivieron de los créditos que les dejaban el trabajo de los sobrinos: José Ignacio con la música y Marietta con sus publicaciones. A pesar de todo, Marietta y José Ignacio se ganaron un espacio entre la alta sociedad limeña, que los invitaba periódicamente a grandes bailes y cenas, donde ella deleitaba a los presentes con su voz mientras su hermano la acompañaba en el piano. Siendo así como conoció a su último gran amor, el poeta Carlos Germán de Amézaga, director de la revista Prisma que le ayudó a publicar su controversial libro "Páginas del Ecuador", en el que defendía el gobierno de su tío. Cuando tenía 37 años, y con la Revolución Liberal tocando la puerta de la vida política de Ecuador, Marietta viajó a Guayaquil a entrevistarse con el general Eloy Alfaro para pedirle que convirtiera a su tío en Comandante del ejército que subiría a la sierra, pero solo consiguió una pensión para que este viviese dignamente en Lima, por lo que Marietta regresó a la capital peruana.

### Regreso a Ecuador
El 26 de septiembre de 1898 regresó a Guayaquil a bordo de un barco, recibiendo muestras de apoyo de sus amigos y partidarios en los varios días que duró su viaje hacia Quito. Al llegar a la capital recibió de manos de las autoridades las propiedades que le habían confiscado los gobiernos progresistas, y se instaló en la Hacienda Tajamar, a la que cambió el nombre por el de Veintimilla. Allí hizo abrir un acueducto para hacer producir maíz y aguacate, edificó una casa con oratorio, construyó una piscina para el baño, el cuarto de música donde instaló un piano de cola negro de modelo Segundo Imperio, y un gabinete anexo y obscuro para sus reuniones espiritistas a las que se entregaba asiduamente desde su residencia en Lima. También se hizo pintar al óleo con el torso desnudo para representar a María Magdalena, sosteniendo en su diestra un crucifijo y la calavera del Mariscal Sucre, que acababa de ser descubierta en el monasterio del Carmen Alto y de quien era gran admiradora.

## Vida profesional

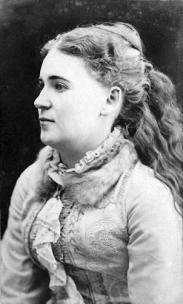
Marietta con una edad alrededor de los 30 años, posiblemente durante su estadía en Lima.

Debido a su amplia preparación, gusto personal por las letras y la política y el prestigio que tenía su solo nombre, Marietta pudo desempeñarse en los campos de la literatura y el periodismo, aspectos que le ayudaron a subsistir en la edad adulta.

### Páginas del Ecuador
Hacia 1890 Marietta publicó su obra maestra en el campo literario: Páginas del Ecuador, un texto de 411 hojas. La edición fue llevada a Guayaquil por su hermano y desde allí repartida a todo el país, causando gran furor y los más variados comentarios. El mismo presidente Antonio Flores Jijón debatió duramente con Marietta en una serie de cartas publicadas en los diarios peruanos en 1892. Otros políticos también intentaron refutarla: Juan Benigno Vela la tildó de “Ángel malo”, Eloy Alfaro y Rafael M. Mata también le salieron al paso, y hasta el canónigo Vicente Nieto llegó a llamarla “mujer cínica” porque al referirse a él, Marietta le calificó de “Alto muy alto, negro, muy negro y nervioso como una señorita”.
Abelardo Moncayo se referiría al texto de Veintimilla en estas palabras: 

"conjunto más acabado de verdades peregrinamente pergeñadas y de mentirillas ataviadas con la más seductora coquetería, rara vez brotada de pluma femenil. Retratos hay en esta colección que pasman, por su exactitud e imparcialidad, así como tan chispeantes y originales caricaturas que es imposible moderar la carcajada y realzan la obrita tal viveza y colorido en la expresión, tal arte y tal amenidad en estilo, que pálidos habrán quedado muchos académicos al verse incapaces de tanta donosura y gracejo."

### Colaboración en diarios y revistas
Además de su trabajo previo en el diario limeño El Proscrito, mientras estuvo exiliada en Perú, en 1900 Marietta empezó a colaborar con el diario quiteño La Sanción, desde donde trabajó los primeros esbozos de la precandidatura presidencial del General Veintemilla. En 1904 regresó a vivir a su mansión del centro de la ciudad, donde se dedicó a tocar el piano, meditar y ofrecer reuniones sociales encaminadas a restaurar a su tío Ignacio en el poder una vez más. Por entonces gozó de la íntima amistad de los intelectuales Maximiliano Rivadeneira García, estudiante de Derecho que le servía de secretario personal y del Dr. Alejandro Ojeda Vega, poeta, director de un periódico y ministro de la Corte de Justicia. De vez en cuando publicaba folletos independientes bajo el título de “Digresiones libres”. En el mes de junio, y siendo colaboradora de la Sociedad Jurídico-Literaria, apareció en el No.24 de esa revista su trabajo de ocho páginas sobre “Madame Roland”. El periódico era el bisemanario La Palabra y Marietta era la redactora. En 1906 lo trasformó en diario, pero el proyecto terminó con su muerte al año siguiente.

## Muerte
En los días previos a su muerte, Marieta se dedicó a preparar un levantamiento armado para colocar a su tío Ignacio una vez más en el poder. Para el efecto hizo varios viajes al norte y en el valle del Chota se contagió de paludismo, que en escasos tres días le puso de gravedad. Alcanzó a viajar a su casa de Quito y murió recién llegada, a las cuatro de la tarde del 11 de marzo de 1907, con 49 años, aún vestida en traje de calle pues no tuvo tiempo ni fuerzas para cambiarse.
Le fueron rendidos honores de General de la República. Su tío Ignacio de Veintemilla vivía en Lima, por lo que el presidente Eloy Alfaro presidió el sepelio. La prensa la elogió sin reservas y se dijo que fue mujer de pensamiento y lucha. Se cree que se encuentra enterrada en la Hacienda Tajanar, cerca de Pomasqui. Su biografía, escrita por Enrique Garcés, se editó en 1949.

## Legado
Durante la presidencia de su tío, Marietta se había ganado el favor del pueblo por su labor en los aspectos sociales y culturales. Mandó a construir el Teatro Nacional Sucre, rediseñó el parque La Alameda, reestructuró el Hospital San Juan de Dios y propició varias reformas urbanas en la ciudad de Quito. Como mecenas de las artes y las ciencias impulsó la fundación de Academias de Bellas Artes en varias ciudades, fundó el primer Jardín Botánico de Quito junto al biólogo Luis Sodiro; además se rodeó de varios filósofos y pensadores ecuatorianos, lo que les dio prestigio y propició el aparecimiento de más entendidos en la materia. Marietta de Veintimilla, Manuela Sáenz, Nela Martínez y Rosalía Arteaga han sido las cuatro únicas mujeres que han ejercido el poder supremo en el Ecuador, aunque sea por días.
El Municipio de Quito creó la "Condecoración Marietta de Veintimilla por servicios relevantes a la ciudad". El mencionado honor es otorgado a discreción del Concejo Metropolitano o el Alcalde, y puede ser recibido por personas naturales o jurídicas que prestaren servicios relevantes a la ciudad y al país.

### Referente femenino
Mientras vivió en el Palacio de Carondelet su elegancia y buen gusto en la moda propició un cambio en las mujeres de la época, acostumbradas a vestir únicamente de negro cuando salían a la calle, consiguiendo que al emularla las damas quiteñas empezaran a preferir colores más vivos y telas importadas de Europa. Los paseos vespertinos que daba con su gran amiga, Dolores Jaramillo, por el parque La Alameda sin la compañía de hombre alguno, permitió que otras mujeres también comenzaran a hacerlo, obteniendo así una mayor independencia para los cánones de la época.
La noche del domingo 10 de febrero de 1907 y ante un público compuesto por más de trescientas personas, Marietta leyó una conferencia titulada “Psicología Moderna” en los salones de la Sociedad Jurídico-Literaria, a la que pertenecía. Fue su apoteosis cultural y literaria en la que hablaba del rol de la mujer en la nueva época que se vivía, pero no solo desde un punto de vista personal, sino bastante bien sustentado en las teorías psicológicas más novedosas para entonces. Los periódicos la saludaron, reconociéndola inmediatamente y por unanimidad como la abanderada del feminismo en el país.

## Homenajes
En su honor se ha denominado en la ciudad de Quito la Mención de Honor Marieta de Veintimilla por servicios relevantes a la ciudad.